# Měcholupy (okres Plzeň-jih)
Měcholupy (německy Miecholup) jsou obec v okrese Plzeň-jih, poblíž města Nepomuk, ležící v povodí Vltavy (ve vesnici pramenící oba potoky jsou levými přítoky Úslavy, která se v Plzni pak vlévá do Berounky). Žije zde 210 obyvatel.
Zástavba obce se rozkládá na jižním úbočí rozsáhlého lesního masivu Chýlava, jehož součástí je i národní přírodní rezervace Chejlava o výměře 25,90 ha, v níž je chráněn smíšený starý listnatý porost s bohatou hájenou květenou v podrostu.
Sousedními obcemi sídla jsou Srby, Ždírec, Chocenice, Blovice, Klášter, Prádlo a Jarov.

## Geografie
Obec Měcholupy se nachází severozápadně od Nepomuku ve  Švihovské vrchovině uprostřed zvlněné zemědělsky využívané krajiny. V severovýchodná části území obce se vypíná Buková hora (651 m), která je uprostřed lesů tvořících Přírodní park Buková hora – Chýlava a z druhé strany ji ohraničují obce Srby a Ždírec. Na severu sousedí s obcí Zhůř, na západě s Jarovem, na jihozápadě s Chvostulemi (součást Kokořova) a na jihu pak s Prádlem.
Státní silnice (E49/20, z Plzně do Nepomuku) dělí obec na dvě části. Na východní straně vesnice se nachází starší výstavba. Nejstarším domem ve vesnici je pravděpodobně statek u Tupých,[zdroj?] dům má přes 200 let. V obci se nachází několik statků.

## Historie
První písemná zmínka o obci pochází z roku 1360 a nachází se v soupisu majetku kláštera Pomuckého, kde kromě dalších obcí je uvedena i obec Měcholupy.  Od roku 1850 jsou Měcholupy samostatnou obcí.

## Vybavenost
Obec má dva rybníky a požární nádrž. Nachází se zde požární zbrojnice (s aktivním sborem dobrovolných hasičů). V obci funguje Pošta Partner.

## Pamětihodnosti
Na návsi se nalézá kaple svatého Cyrila a Metoděje (se zvonicí, postavená v roce 1905). Na další (zadní) návsi je křížek a architektura původních gruntů. V obci je památník obětem první světové války.